# Савельев, Алексей Иванович
Алексе́й Ива́нович Саве́льев (1883, с. Бородино — лето 1923, Москва) — российский и советский фотограф, мастер репортажной и портретной фотографии. Автор фоторепортажей о революции 1905 года, Февральской и Октябрьской революциях 1917 года; фотопортретов Л. Н. Толстого, К. А. Коровина, И. Д. Сытина и др.

## Биография и творчество

### Дореволюционный период
Алексей Савельев родился в 1883 году в селе Бородино в бедной крестьянской семье. В шестнадцатилетнем возрасте приехал в Москву, устроился подмастерьем в фотоателье А. Грибова на Кузнецком Мосту. Работы способного ученика Грибов подписывал своим именем. Получив место в типографии И. Д. Сытина, Савельев оставил фотоателье. Осваивая полиграфические и фотографические процессы, заинтересовался техникой цветопередачи. Самостоятельно изучал английский и немецкий языки, занимался химией, тратил заработок на приобретение аппаратуры и красителей. У молодого мастера появились свои разработки передачи цвета, от зарубежных полиграфистов поступали предложения продать секреты, но Савельев отвечал отказом.
В начале XX века занимался фоторепортажами на актуальные темы, снимал городскую жизнь, праздники. Работы пользовались успехом, публиковались в западных периодических иллюстрированных изданиях. Работал фоторепортёром в газете «Русское слово».
В 1905 году задокументировал революционные события в Москве, сделал свыше 150 снимков — баррикады из дров и перевёрнутых вагонов конки на Пресне, Лесной и Большой Бронной улицах, сожжённая фабрика Шмита, горящая типография Сытина, университет в дни забастовки, вооружение винтовками городовых, жандармерия у фабрики Прохорова и др. Фотографии под заголовком «Беспорядки в Москве» были опубликованы в иллюстрированном приложении к газете «Московский листок».

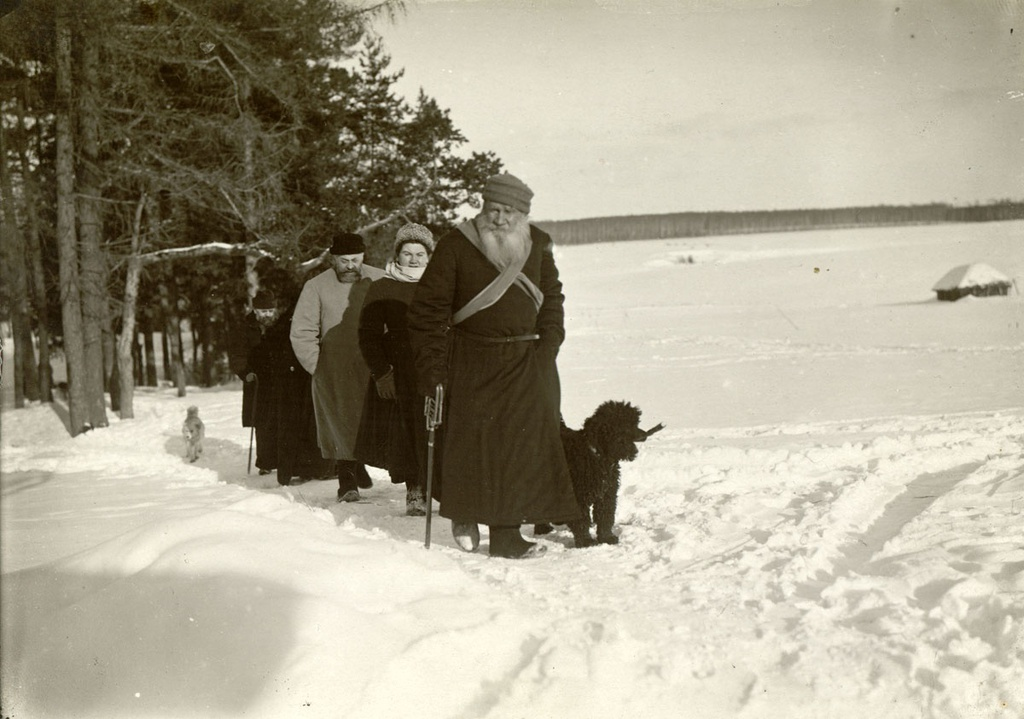
Идут на открытие Народной библиотеки в деревню Ясная Поляна: Л. Толстой, А. Толстая, председатель Московского общества грамотности П. Долгоруков, Т. Сухотина, В. Феокритова, П. Бирюков. 31 января 1910

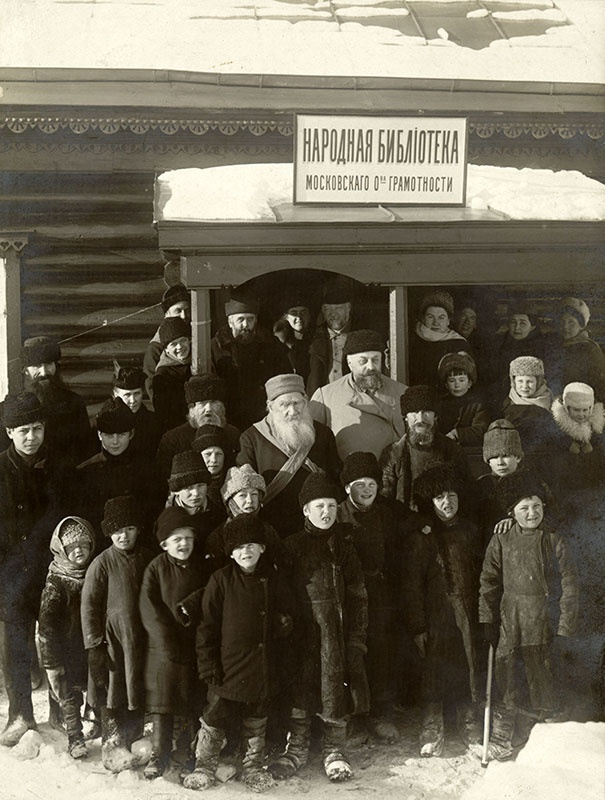
Л. Толстой на открытии Народной библиотеки Московского общества грамотности в деревне Ясная Поляна. 31 января 1910

Савельев делал также портретные съёмки, снимал общественных деятелей, представителей мира искусства. Им выполнены фотопортреты И. Д. Сытина в директорском кабинете издательства, художника К. А. Коровина в мастерской (1913). Савельев стал одним из немногих профессиональных фотографов, запечатлевших последние годы жизни Л. Н. Толстого, — несмотря на официальный запрет снимать и распространять изображения писателя, последовавший после «Определения Святейшего Синода» об отпадении графа от православной церкви (1901). Савельевым сделаны снимки Толстого в окружении приехавших из Тулы школьников (26 июня 1907), на открытии народной библиотеки в деревне Ясная Поляна (31 января 1910), на конной прогулке с Д. П. Маковицким (31 января 1910), сняты кадры траурных дней ноября 1910 года в Астапове и Ясной Поляне.
В дни празднования столетия победы русских войск в Отечественной войне 1812 года выделились фоторепортажи Савельева, представляющие одинокую фигуру отдыхающего на Бородинском поле пастуха и групповой фотопортрет на городской скамейке шести москвичей-долгожителей — свидетелей и участников войны, разысканных фотографом. В подписи сообщалось: «Старуха — 138 лет. Старшему из стариков — 126».
Замечательный фоторепортёр «Русского слова» Алексей Савельев обладал множеством негативов, на которых были зафиксированы потрясающие страдания беженцев и раненых. Эти негативы, конечно, света не увидели, — их не помещали в прессе.
В годы Первой мировой войны снимал раненых, беженцев, благотворительную деятельность в госпиталях. Многие работы не были пропущены цензурой. В 1915 году выполнил серию архитектурных съёмок, связанных с городским конкурсом на дома с «красивейшими фасадами». В 1916 году был приглашён для съёмок экспозиции Третьяковской галереи в связи с планировавшейся администрацией перевеской картин, вызвавшей дискуссии в печати. Концепция развески была принята на основании сравнения сделанных Савельевым фотографий прежнего и обновлённого варианта экспозиции.

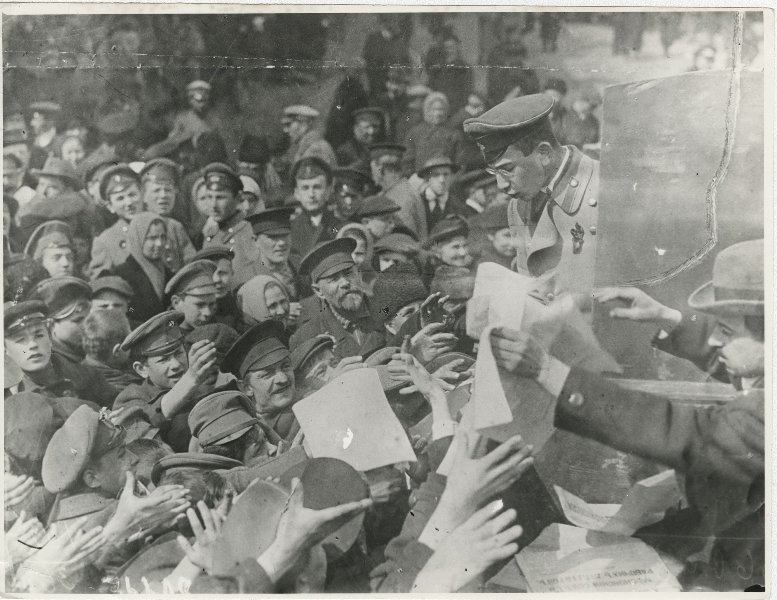
Раздача газет. Апрель 1917

В начале 1917 года снимал фоторепортажи, связанные с Февральской революцией. Весной участвовал в выставке Русского фотографического общества, работы были отмечены в «Вестнике фотографии» (1917. № 4—5).

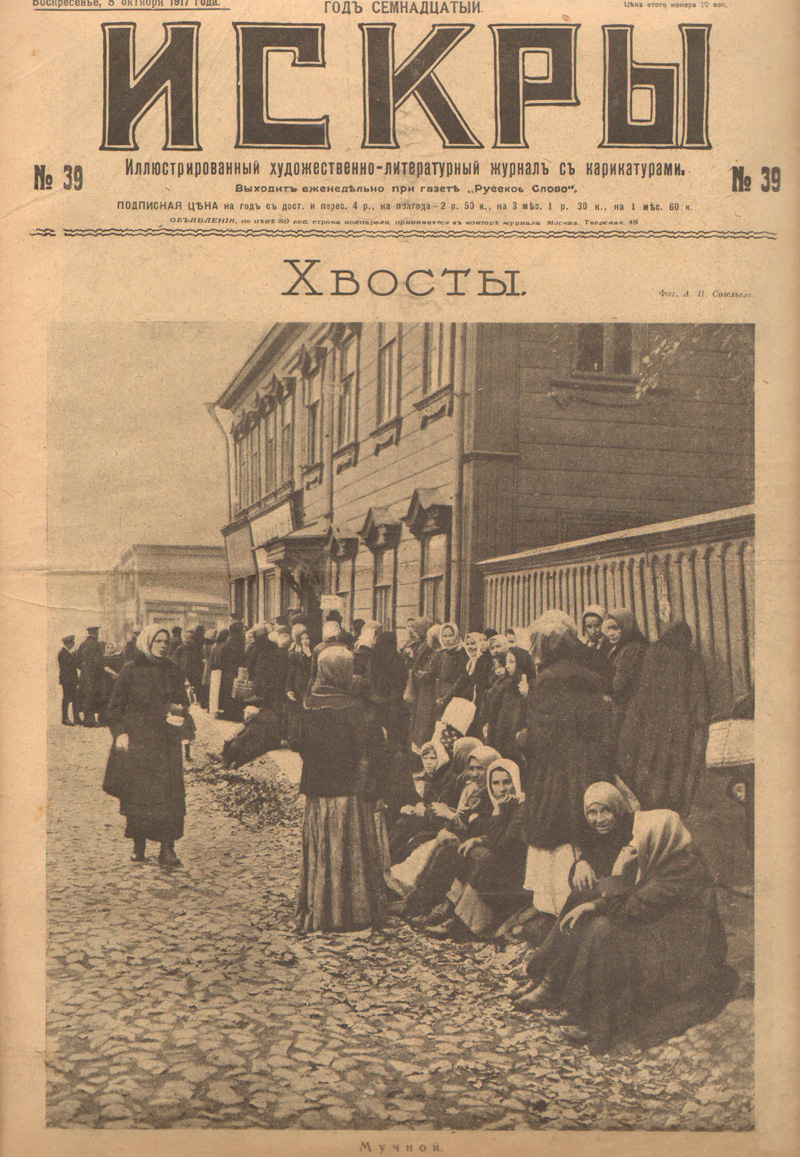
Обложка журнала «Искры». 1917. № 39

Сделал серию посвящённых очередям снимков «Хвосты», опубликованную в иллюстрированном приложении к «Русскому слову» еженедельнике «Искры» в октябре 1917 года. Названия снимков соответствовали названиям товаров, за которыми выстроились «хвосты»: «Хлебный», «Мясной», «Картофельный», «Яичный», «Овсяный», «Керосиновый», «Мыльный», «Папиросный» и т. д. Заключал серию снимок «Конец хвоста», запечатлевший спящих у дверей магазина женщин.
В дни Октябрьской революции снимал уличные бои в Москве, им сделаны снимки «Гостиница „Метрополь“ после обстрела», «Баррикады у Леонтьевского переулка», «Окопы на Тверской», «Разрушенная колокольня церкви Бориса и Глеба на Поварской» и др.

### Советские годы
После установления советской власти Савельев обратился в Моссовет с предложением о сотрудничестве. Снимал фотохронику первых пореволюционных лет — заводские цеха, жанровые сцены. Был одним из немногих фотографов, кому поручались ответственные съёмки мероприятий с присутствием глав государства — торжества на закладках революционных памятников и открытиях мемориальных досок, партийные съезды, заседания конгрессов Коминтерна и т. п.
В годы Гражданской войны выезжал по заданию на фронты, сопровождал М. И. Калинина в поездках по стране на агитационных поездах. По воспоминаниям коллеги фотографа П. К. Новицкого, Савельев разделял с красноармейцами дежурства с винтовкой в руках.
Ряд фоторабот Савельева связан с В. И. Лениным. Фотографом засняты кадры с Лениным и Я. М. Свердловым на открытии временного памятника К. Марксу и Ф. Энгельсу (7 ноября 1918), сцена беседы вождя с секретарём МК РКП (б) М. Н. Загорским на первомайских празднествах 1919-го, кадры с Лениным в день Всеобуча (25 мая 1919), сделана серия снимков на первомайских торжествах 1920 года (Ленин и А. В. Луначарский на закладке памятника «Освобождённый труд», Ленин на закладке памятника К. Марксу на Театральной площади и др.). По предположению историка фотоискусства Л. Ф. Волкова-Ланнита, Савельевым сделан известный кадр, запечатлевший Ленина с бревном на субботнике в Кремле 1 мая 1920 года.

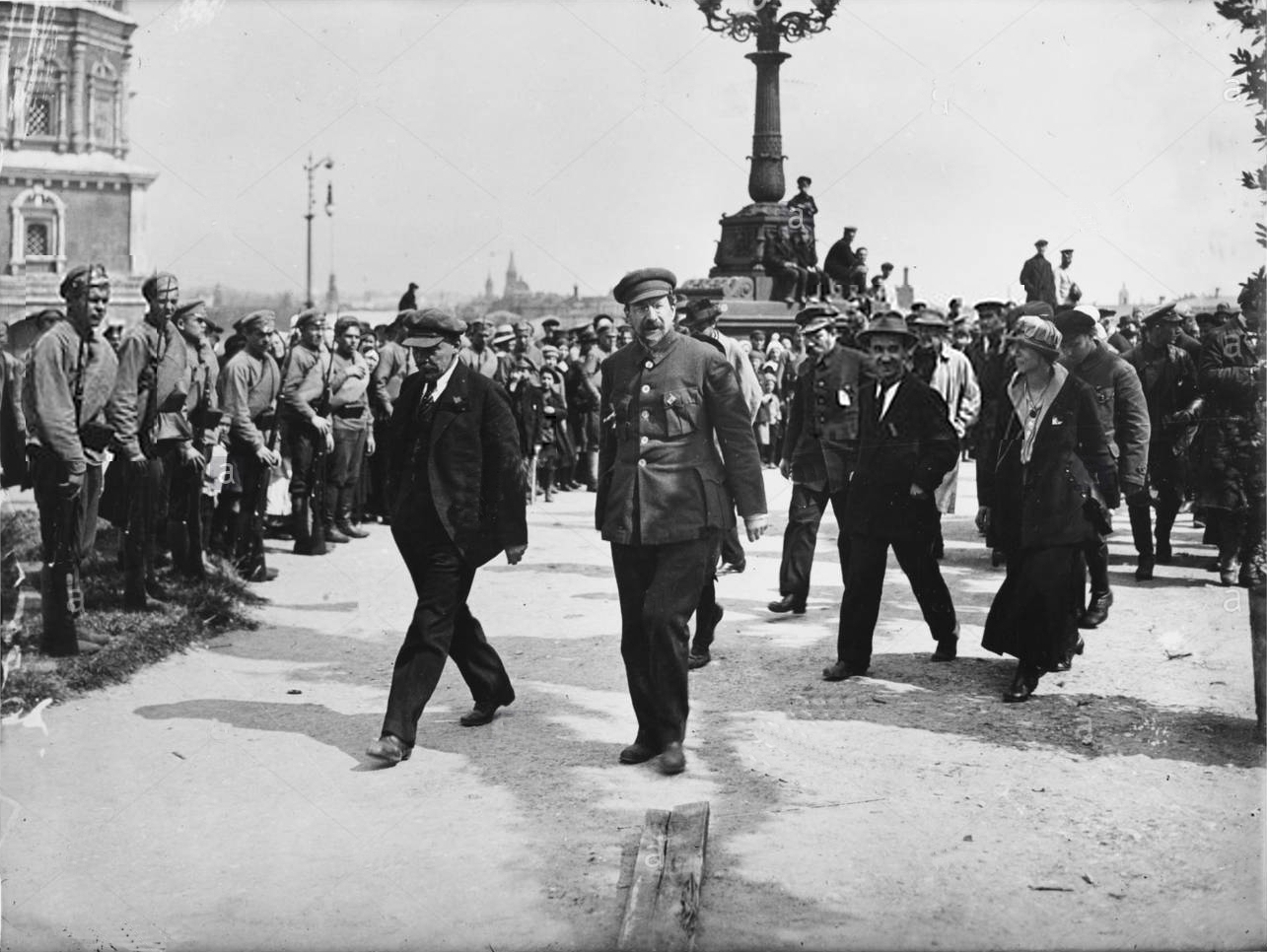
В. И. Ленин и А. В. Луначарский идут к месту закладки памятника «Освобождённый труд» на Пречистенской набережной. 1 мая 1920
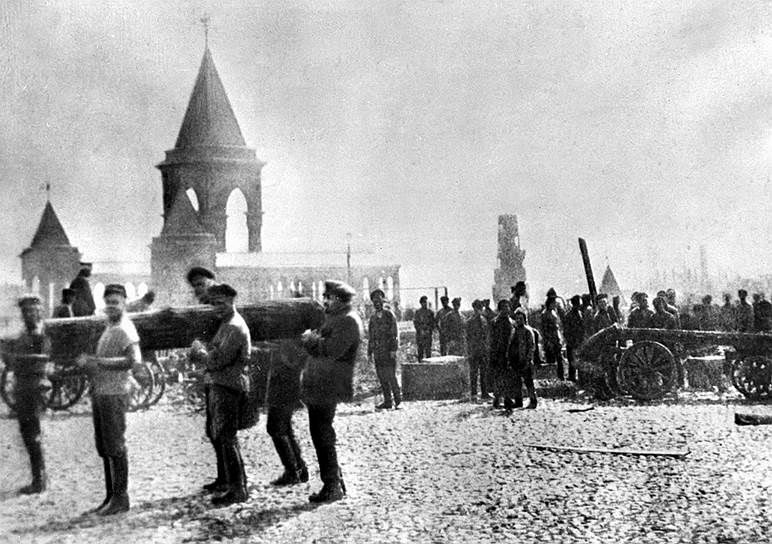
В. И. Ленин в Кремле на первом Всероссийском субботнике. 1 мая 1920
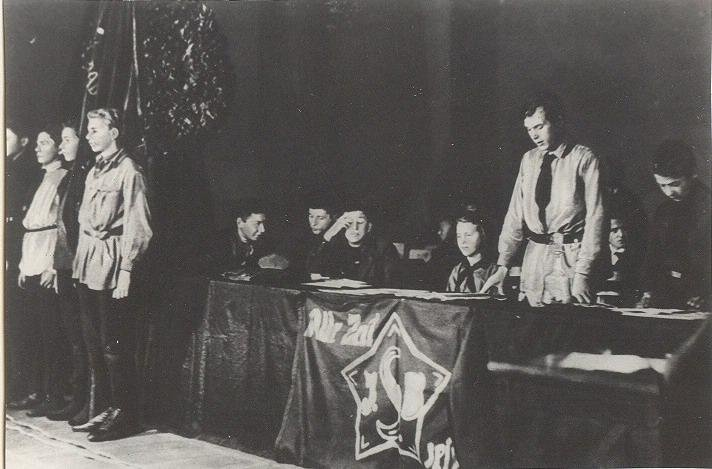
Пионерское собрание. Около 1923

Летом 1923 года Савельев простудился, заболевание перешло в воспаление лёгких, от которого он умер. По воспоминаниям коллег, фотограф вёл отшельническую жизнь, его комната во флигеле в Тишинском переулке была забита колбами и приборами и больше напоминала фотохимическую лабораторию, чем жилое помещение.

## Наследие и оценки
Октябрьскую революцию и Гражданскую войну снимали многие, но осталось лишь несколько имён — Пётр Оцуп, Виктор Булла, Яков Штейнберг, Павел Жуков, Алексей Савельев, Пётр Новицкий, Лев Леонидов, Григорий Гольдштейн, Александр Дорн. Все они представители традиционной регистрирующей фотографии, для которой документальность и беспристрастность превыше всего.
Работы А. И. Савельева хранятся в Российском государственном архиве кинофотодокументов, Государственном музее Л. Н. Толстого и др.
Называя Савельева «фотоисториографом Москвы», запечатлевшим жизнь города с первых лет XX столетия, главным в его авторской манере историк фотографии Л. Ф. Волков-Ланнит выделяет «стремление донести сюжет в простой и ясной форме». Отмечая, что Савельев «не допускал небрежности в деле, которое выбрал», историк называет его репортажи «технически безупречными»:

В его снимках нет броскости и штукарства — нет той эффектности, которая ошеломляет, но быстро надоедает. <…> Он не искал необычных ракурсов или непременно высоких точек; подобно большинству тогдашних документалистов, снимал с земли, на уровне собственного роста. Все его кадры композиционно закончены, а, самое главное, — жизненно правдивы.
Имя Савельева стоит в ряду пионеров российской хроникальной фотографии, создателей исторической фотолетописи революции, знаковых фоторепортёров эпохи.

## Комментарии
1. ↑  Вместе с младшим братом Василием (1888—1943), также фотографом.